# (198820) Iwanowska
(198820) Iwanowska – planetoida z pasa głównego planetoid okrążająca Słońce w ciągu 5,41 roku w średniej odległości 3,08 au. Odkryli ją Kazimieras Černis i Justas Zdanavičius 13 marca 2005 roku.
Jej nazwa pochodzi od nazwiska polskiej astronom Wilhelminy Iwanowskiej (1905–1999).